# International Broadcasting Bureau
International Broadcasting Bureau (IBB) – agencja informacyjna rządu Stanów Zjednoczonych, utworzona w 1994 r. w miejsce dawnej Voice of America. Celem tej agencji jest rozpowszechnianie komunikatów rządu Stanów Zjednoczonych za granicę, za pomocą radia, telewizji i internetu.
IBB zarządza następującymi stacjami radiowo-telewizyjnymi:
- Sieć stacji radiowych Voice of America ("Głos Ameryki") - nadających głównie oficjalne komunikaty rządu Stanów Zjednoczonych
- Radio Martí i TV Martí - nadające na teren Kuby.
- Radio Sawa - nadające na teren krajów arabskich
- Radio Farda (nadające w języku perskim głównie na teren Iranu)
- Radio Wolna Europa - nadające na teren kilkunastu krajów Europejskich
- Radio Free Asia - nadające w teren kilkunastu krajów Azjatyckich.

Do emisji tych programów IBB posiada sieć naziemnych nadajników radiowo-telewizyjnych rozlokowanych zazwyczaj blisko granic krajów do których nadawane są programy. W wielu krajach, w których istnieje cenzura prewencyjna programy nadawane przez stacje IBB są zagłuszane, gdyż są one odbierane jako forma nacisku propagandowego rządu Stanu Zjednoczonych.
Oprócz tego, IBB rozpowszechnia też swojej programy przez internet i drogą satelitarną.